# Opisthoncus confinis
Opisthoncus confinis is een spinnensoort in de taxonomische indeling van de springspinnen (Salticidae).
Het dier behoort tot het geslacht Opisthoncus. De wetenschappelijke naam van de soort werd voor het eerst geldig gepubliceerd in 1881 door Ludwig Carl Christian Koch.